# BYD Sealion 7
A BYD Sealion 7 egy közepes méretű, akkumulátoros elektromos, crossover SUV (D-szegmens) autótípus, amelyet a BYD Auto gyárt 2024 óta. Ez a modell az első az Ocean Series néven ismert, átstrukturált termékcsalád Sea Lion családjában. D szegmensnek felel meg.

## Áttekintés

### Indítás és bemutatás
A BYD Sealion 7-et először 2023. november 17-én mutatták be a 2023-as Kantoni Autószalonon. Később, 2024 áprilisában a Pekingi Autószalonon mutatták be, és a következő hónapban került forgalomba. A modell fejlesztése során a Tesla Model Y volt a fő versenyreferencia.

### Platform és technológia
A Sealion 7 az e-Platform 3.0 Evo-ra épül, amely az előző e-Platform 3.0 továbbfejlesztése. A legfigyelemreméltóbb változtatások közé tartozik a 12 az 1-ben elektromos hajtásrendszer, amely javítja az integrációt az e-Platform 3.0 8 az 1-ben rendszeréhez képest. A platform támogatja az akár 23 000 ford./perc fordulatszámig pörgő elektromos motorokat is, amelyek a BYD által valaha gyártott legerősebbek. A BYD Sealhez hasonlóan a Sea Lion 07 is a BYD innovatív cell-to-body (CTB) technológiáját használja, két LFP blade akkumulátor opcióval: 71,8 kWh és 80,64 kWh. Az első 180 kW-ig, míg a második 240 kW-ig teszi lehetővé a töltést. Mindkét akkumulátoropció 25 perc alatt 10-80%-ra feltölthető, és a jármű képes integrálni az elektromos hálózatba (jármű-hálózat).

### Erőforrások és berendezések
A Sealion 7 a BYD új DiSus-C intelligens lengéscsillapító rendszerével van felszerelve, egy adaptív felfüggesztéssel, amely érzékeli az útviszonyokat és reaktívan állítja be a kerék lengéscsillapítóinak merevségét. Ez egyben a BYD első járműve, amelyet felszerelnek a „God's Eye” becenévre hallgató DiPilot 100 fejlett vezetéstámogató rendszerrel, amely 12 ultrahangos érzékelőt, 5 milliméteres hullámradart és 11 mindenirányú kamerát tartalmaz. A jármű Nappa bőrborítást, 50 W-os vezeték nélküli töltőt és 50 hüvelykes AR head-up kijelzőt is kínál, opcionálisan elektrokróm napfénytetővel.

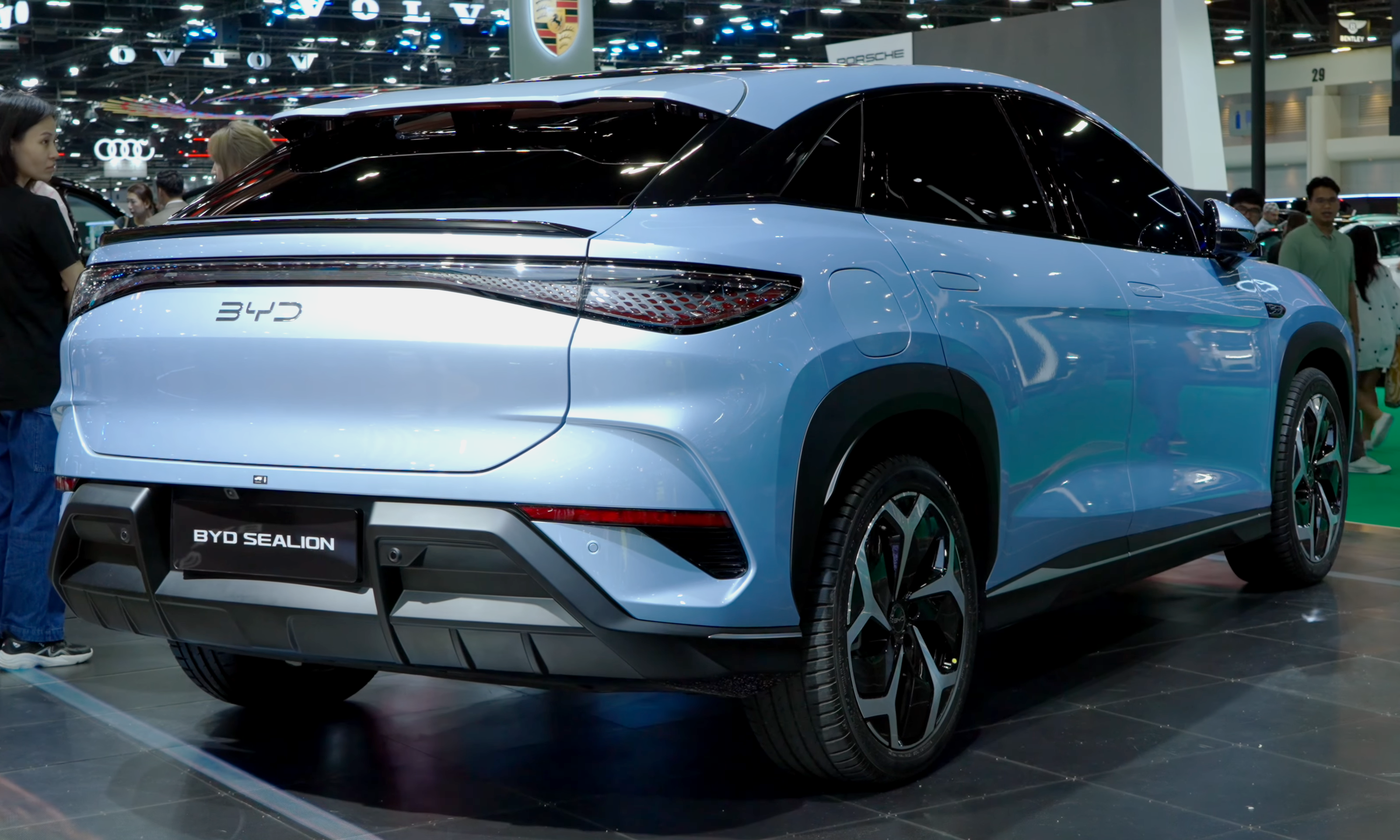
Hátulnézetből

### A BYD Sealion 7 műszaki adatai
| Írja be                  | Akkumulátor                     | Vontatás | Elektromos motor     | Teljesítmény            | Nyomaték                       | Gyorsulás (0–100 km/óra) | Hatótávolsá (becsült) | Gyártási évek |
| ------------------------ | ------------------------------- | -------- | -------------------- | ----------------------- | ------------------------------ | ------------------------ | --------------------- | ------------- |
| 550 szabványos tartomány | 71,8 kWh LFP Blade akkumulátor  | RWD      | Hátsó: TZ200XYT PMSM | 170 kW (228 LE; 231 LE) | 380 N⋅m (38,7 kg⋅m; 280 lb⋅ft) | 7,3 másodperc            | 550 km                | 2024 óta      |
| 610 nagy hatótávolság    | 80,64 kWh LFP Blade akkumulátor | RWD      | Hátsó: TZ200XYT PMSM | 230 kW (308 LE; 313 LE) | 380 N⋅m (38,7 kg⋅m; 280 lb⋅ft) | 6,7 másodperc            | 610 km                | 2024 óta      |
| 550 AWD                  | 82,56 kWh LFP Blade akkumulátor | AWD      | Elöl: YS210XYA PMSM  | 160 kW (215 LE; 218 LE) | 310 N⋅m (31,6 kg⋅m; 229 lb⋅ft) | 4,2 másodperc            | 550 km                | 2024 óta      |
|                          |                                 |          | Hátsó: TZ200XYT PMSM | 230 kW (308 LE; 313 LE) | 380 N⋅m (38,7 kg⋅m; 280 lb⋅ft) |                          |                       |               |
| Kombinált:               |                                 |          |                      | 390 kW (523 LE; 530 LE) | 690 N⋅m (70,4 kg⋅m; 509 lb⋅ft) |                          |                       |               |

## Fordítás
Ez a szócikk részben vagy egészben  a   BYD Sea Lion 07 című portugál Wikipédia-szócikk ezen változatának fordításán alapul.  Az eredeti cikk szerkesztőit annak laptörténete sorolja fel. Ez a jelzés csupán a megfogalmazás eredetét és a szerzői jogokat jelzi, nem szolgál a cikkben szereplő információk forrásmegjelöléseként.